# ミマナ イアルクロニクル
『ミマナ イアルクロニクル』（MIMANA IYAR Chronicle）は、ガンホー・ワークスより2009年2月26日に発売されたPlayStation Portable用ゲームソフト。『リトル・ウィッチ パルフェ』や『AS〜エンジェリックセレナーデ』の世界設定を下地にした、オーソドックスなエンカウント型のRPG。
2004年のコミックマーケット67にて、工画堂スタジオのWindows用ソフト最新作『イアルサーガ ミマナの導き』としてプロモーションムービーが展示された。この時点では「制作：うさぎさんちーむ」「2005年春発売」と予定されていた。その後2005年夏発売と発表され、制作もくろねこさんちーむに変更された。以降続報は途切れたが、2006年に『MIMANA IYAR Chronicle』のタイトルで2006年夏に発売することを発表。その後2007年10月の時点で12月発売とされていたが2008年に延期。2008年7月、PlayStation Portableへのプラットフォーム変更を発表。2008年11月、2009年2月26日発売と発表され、予定通り発売された。

## 登場人物
クレイス=シュゼット
声 - 鈴木千尋
セフィ=ロートホルン
声 - 綱掛裕美
セレス
声 - 綱掛裕美
メルローズ=キルシュ
声 - 桑谷夏子
ティノン=エルサント
声 - 又吉愛
パルティ=シュクレール
声 - 森沢芙美
フェイデ
声 - 生天目仁美
コルク＝シュゼット
声 - 生天目仁美
エイダル
声 - 鳥海浩輔
黒騎士
声 - 長嶝高士